# Milichus merzi
Milichus merzi là một loài bọ cánh cứng trong họ Bọ hung (Scarabaeidae).